# Norrlands storregemente
Norrlands storregemente eller Landsregementet i Norrland var ett av nio storregementen som Gustav II Adolf organiserade i slutet av 1610-talet och som splittrades till mindre regementen på 1620-talet.

## Historia
Norrlands storregemente sattes upp i Norrland från mindre enheter som bestod av 500 man som kallades fänikor, mer specifikt från landskapen Västerbotten, Ångermanland, Medelpad, Hälsingland och Gästrikland år 1615. År 1617 leddes regementet av Svante Banér och bestod av sju fänikor. Storregementet var i sin tur organiserat till tre fältregementen, således egentligen mer som en brigad än vad namnet antyder.
Ett av fältregementena användes i kriget mot Polen år 1621 och deltog även i belägringen av Riga mellan 10 augusti och 13 september med åtta kompanier med 150 man i varje. Sveriges storregementen omorganiserades under perioden till att bestå av tre fältregementen med åtta kompanier med 150 man i varje, totalt 3 600 soldater per storregemente.
Jakob Duwall var regementets befälhavare år 1624. Under samma år splittrades storregementet till tre mindre regementen, Västerbottens regemente, Hälsinge regemente, och det tredje flyttades över till marinen.

## Kampanjer
- Ett fältregemente på expedition år 1621 till Livland under Andra polska kriget.

## Organisation
Före splittringen var regementet organiserat som följer:
- 1:a fältregementet
  - 6 kompanier från Hälsingland
  - 1 kompani från Medelpad
  - 1 kompani från Gästrikland
- 2:a fältregementet
  - 3 kompanier från Ångermanland
  - 2 kompanier från Hälsingland
  - 2 kompanier från Gästrikland
  - 1 kompani från Medelpad
- 3:e fältregementet
  - 7 kompanier från Västerbotten
  - 1 kompani från Ångermanland